# Лісава
Ліса́ва (рос. Лисава) — присілок у складі Артемовського міського округу Свердловської області.
Населення — 103 особи (2010, 122 у 2002).
Національний склад населення станом на 2002 рік: росіяни — 66 %.